# Attila Mizsér
Attila Mizsér, född den 28 april 1961 i Budapest, Ungern, är en ungersk idrottare inom modern femkamp.
Han tog OS-guld i lagtävlingen i samband med de olympiska tävlingarna i modern femkamp 1988 i Seoul.
Därefter tog Mizsér OS-silver i den individuella tävlingen i samband med de olympiska tävlingarna i modern femkamp 1992 i Barcelona.